# Marc Chagall

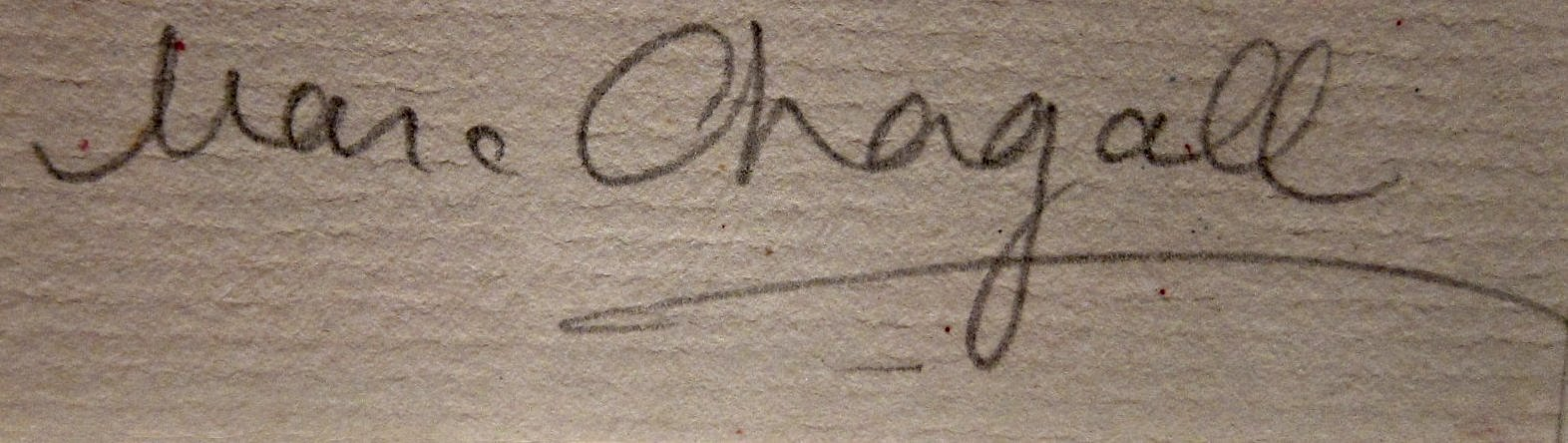
Firma di Marc Chagall

Marc Chagall, il cui nome ebraico era Moishe Segal e quello russo Mark Zacharovič Šagal, trascritto poi in francese come Chagall (Lëzna, 7 luglio 1887 – Saint-Paul-de-Vence, 28 marzo 1985), è stato un pittore russo naturalizzato francese, d'origine ebraica chassidica.

## Biografia

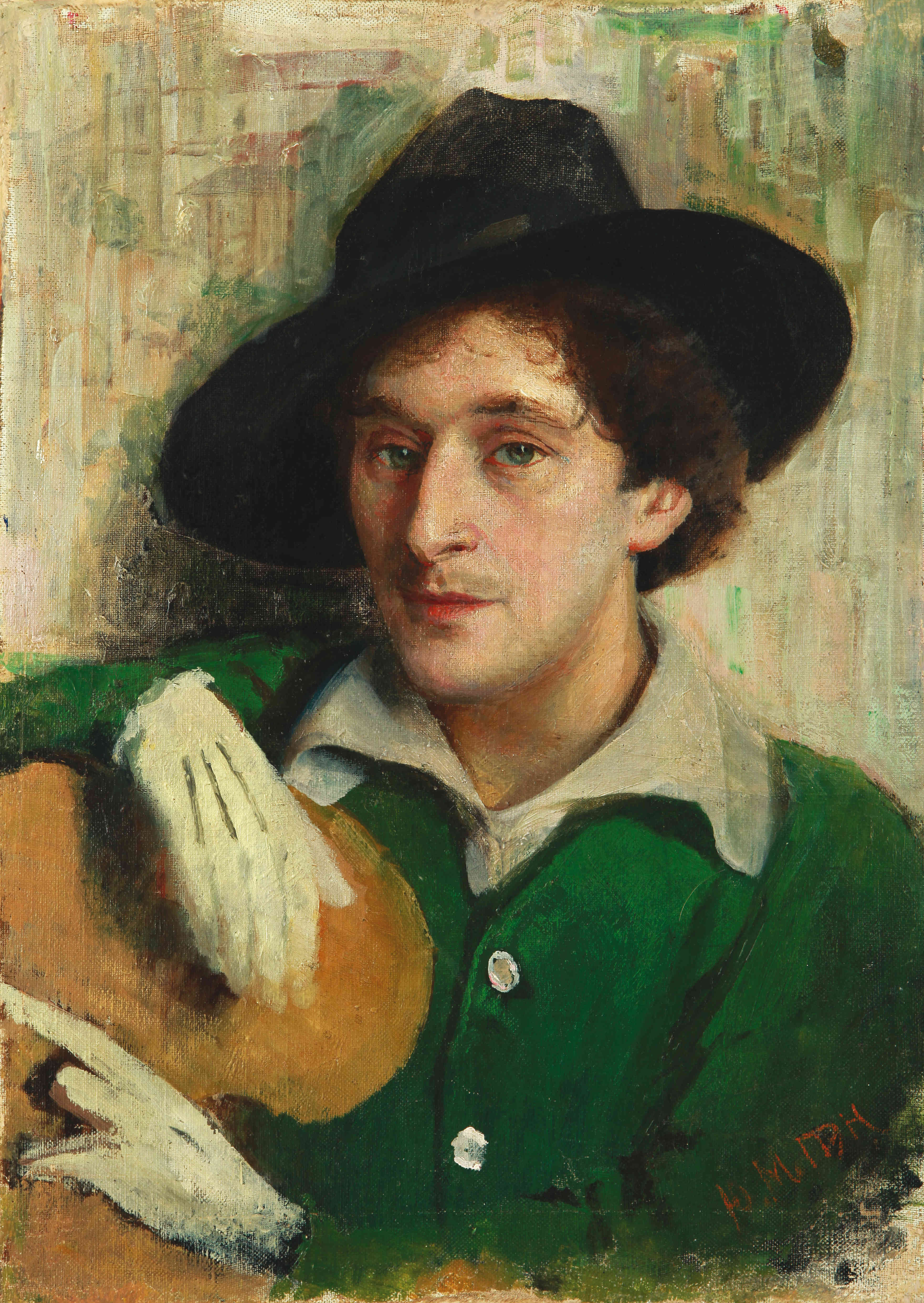
Yehuda Pen, Ritratto di Marc Chagall (1915), Museo di arte moderna di Vicebsk

Marc Chagall nacque in una famiglia ebraica a Lëzna, presso Vicebsk, una città di lingua yiddish in Bielorussia, allora facente parte dell'Impero russo. Il giorno stesso della sua nascita, il villaggio venne attaccato dai cosacchi durante un pogrom e la sinagoga fu data alle fiamme; da allora, l'artista - rievocando le proprie origini - userà dire: "Io sono nato morto". Chagall era il maggiore di nove fratelli; il padre, Khatskl (Zakhar) Chagall, era un mercante di aringhe sposato con Feige-Ite. Nelle opere dell'artista ritorna spesso il periodo dell'infanzia nello shtetl, villaggio ebraico, felice nonostante le tristi condizioni degli ebrei russi sotto il dominio degli zar e il cui onnipresente ricordo condizionerà tutta l'opera futura.

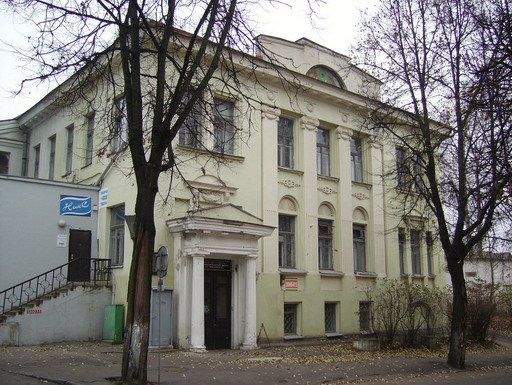
Il Museo di arte moderna di Vicebsk, fondato da Chagall nel 1918, fu chiuso nel 1939

Ricevette un'istruzione primaria ebraica tradizionale - secondo la Torah, il Talmud, con lo studio dell'antica lingua ebraica. Nell'autunno del 1900 si iscrisse alla scuola cittadina di quattro classi con una specializzazione artigianale, dove eccelse solo nel disegno e nella geometria. Dopo aver convinto la sua famiglia, riluttante a fargli intraprendere la carriera artistica in quanto cosa espressamente vietata dalla Torah, Chagall dapprima lavorò assai di malavoglia come ritoccatore nella bottega di due fotografi, ma nel 1906 iniziò a studiare pittura alla scuola-laboratorio del maestro Yehuda (Yudl) Pen, il solo pittore di Vicebsk: rimarrà nel suo studio per due mesi, non ritrovandosi nell'insegnamento accademico del maestro, e l'anno successivo si trasferì a San Pietroburgo. Qui frequentò l'Accademia Russa di Belle Arti con il maestro Nikolaj Konstantinovič Rerich, che lo ricompenserà con una borsa di studio, e conobbe artisti di ogni scuola e stile. Tra il 1908 e il 1910 studiò prima in una scuola privata, poi alla scuola Zvanceva con Léon Bakst, che per primo gli parlò dei nuovi orizzonti culturali dell'Occidente e gli fece conoscere la pittura di Cézanne e Gauguin.. Per mantenersi gli studi a San Pietroburgo, Chagall lavorava come artigiano dipingendo insegne di negozi, oltre a realizzare le prime opere originali. Questo fu un periodo difficile per lui: gli ebrei potevano infatti vivere a San Pietroburgo solo con un permesso apposito, infatti venne imprigionato per essere rimasto fuori dal ghetto oltre l'orario consentito. Rimase nella città fino al 1910, anche se di tanto in tanto tornava nel paese natale, dove nel 1909 incontrò, grazie alla modella e amica Thea Brachman, Bella Rosenfeld, figlia di ricchi orefici e sua futura moglie. Nel 1912 aderì alla Massoneria.
Una volta divenuto noto come artista, nel 1910 Chagall lasciò San Pietroburgo per Parigi avvicinandosi alla comunità artistica di Montparnasse: «Nessuna Accademia avrebbe potuto darmi tutto quello che ho scoperto divorando le esposizioni di Parigi, le sue vetrine, i suoi musei [...] Come una pianta ha bisogno di acqua, così la mia arte aveva bisogno di Parigi», dirà poi. A Parigi il giovane Chagall conobbe diversi intellettuali d'avanguardia; si stabilì presto alla Ruche e strinse amicizia con Guillaume Apollinaire, Robert Delaunay, Fernand Léger e Eugeniusz Zak; manterrà però un certo scetticismo nei confronti del cubismo, considerandolo troppo "realista" e attaccato al lato fisico delle cose, mentre lui si sentiva più attratto «dal lato invisibile, quello della forma e dello spirito, senza il quale la verità esterna non è completa». In questo periodo, nel disordine del suo studio e sempre a corto di cibo e mezzi dipinse i suoi primi capolavori, nei quali il ricordo di casa e dello shtetl è predominante: Alla Russia, agli asini e agli altri, Il Santo vetturino e soprattutto Io e il villaggio, fiaba cubista dove in un'unica visione sono racchiusi paesaggi russi, fantasie popolari, proverbi ebraici.Il poeta Cendrars gli dedicò quattro dei suoi Poèmes élastiques e Apollinaire, riferendosi alla sua pittura, la definì "soprannaturale". Chagall potrà affermare con soddisfazione: «Ho portato dalla Russia i miei oggetti, Parigi vi ha versato sopra la sua luce». Nel 1914 ritornò a Vicebsk fermandosi a Berlino, dove il mercante d'arte Herwarth Walden organizzò nella propria galleria la prima personale dell'artista, che ebbe un ottimo successo di pubblico e critica. Poco dopo il ritorno in Russia, scoppiò la prima guerra mondiale che, insieme alla successiva rivoluzione, lo terrà di fatto bloccato in patria fino al 1923. Intanto, nel 1915 si era unito in matrimonio con Bella Rosenfeld; nel 1916 nacque la loro prima figlia, Ida.
A Vicebsk, dove ritrovò la famiglia, Chagall dipinse opere come L'Ebreo in rosa, L'ebreo in preghiera, La passeggiata e Compleanno. Nel 1917 prese parte attiva alla rivoluzione russa: in sostituzione del servizio militare, lavorò a Pietroburgo al Ministero della Guerra, dove conobbe i grandi poeti russi del periodo (Pasternak, Esenin, Majakovskij), realizzò le prime illustrazioni per libri e giornali ed espose in alcune importanti collettive. Il Ministro sovietico della cultura Lunačarskij lo nominò Commissario dell'arte per la regione di Vicebsk, dove fondò una "Libera Accademia d'Arte" e il Museo di arte moderna; non ebbe tuttavia successo nella politica del governo dei soviet. Chagall incitò gli artisti di ogni età ad abbandonare gli atelier e portare il loro contributo alla preparazione della festa, oltre che a seguire il proprio estro creativo: così, le opere decorative per il primo anniversario della Rivoluzione scontentarono i funzionari del governo che, in luogo dei ritratti trionfali di Marx, Engels e Lenin, si ritrovarono effigi di mucche e cavalli volanti ed umanizzati. Per questo, Chagall entrò in contrasto con la sua stessa scuola (in cui militava El Lissitzky), conforme per motivi politici al suprematismo, assolutamente agli antipodi rispetto al suo stile fresco ed "infantile". Dopo un breve viaggio a San Pietroburgo per chiedere «pane, colori e denaro», il pittore trovò al ritorno la sua stessa scuola trasformata in una "accademia suprematista". Di conseguenza, nel 1920 Chagall fu costretto a dimettersi e si trasferì con la moglie e la figlioletta a Mosca, dove il governo gli affidò l'insegnamento dell'arte agli orfani di guerra delle colonie Malachovka e III Internazionale, mestiere di certo più limitante del precedente. Nello stesso periodo accettò la commissione per la decorazione di nove pannelli (oggi ne rimangono 7) per il Teatro Ebraico di Stato "Granovskij" e disegnò una serie di illustrazioni per il ciclo di poesie in yiddish Grief del poeta David Hofstein, anch'egli insegnante presso il rifugio Malachovka.
Amareggiato, nel 1923 Chagall riuscì finalmente a lasciare la Russia rivoluzionaria grazie all'ambasciatore lituano e, dopo un breve e sofferto soggiorno a Berlino (i quadri che vi aveva lasciato erano andati distrutti o dispersi a causa della guerra) e una commissione del gallerista Cassirer, si trasferì a Parigi, dove ritrovò alcuni dei vecchi contatti. In questo periodo pubblicò le sue memorie in yiddish, trascritte inizialmente in russo e poi tradotte in francese dalla moglie Bella; scrisse anche articoli e poesie pubblicati in diverse riviste e alcuni scritti raccolti in forma di libro e pubblicati postumi. Il mercante Ambroise Vollard gli commissionò varie illustrazioni (principalmente acqueforti), tra cui quelle per le Anime morte di Gogol', per le Favole di La Fontaine (queste ultime, iniziate negli anni '30 ed interrotte a causa della morte di Vollard e dello scoppio della guerra, verranno concluse e pubblicate solo negli anni'50), e soprattutto per la Bibbia, che sin dall'infanzia considerava il suo racconto preferito; per poterne assimilare l'anima il più possibile, all'inizio degli anni '30 Chagall e la famiglia compirono un viaggio in Palestina. Nel 1937 acquisì la cittadinanza francese; durante l'occupazione nazista in Francia nella seconda guerra mondiale e a seguito della deportazione degli Ebrei e dell'Olocausto, gli Chagall fuggirono da Parigi e si nascosero presso Villa Air-Bel a Marsiglia; il giornalista statunitense Varian Fry li aiutò poi nella fuga verso la Spagna e il Portogallo. Da lì, nel 1941 la famiglia Chagall si stabilì negli Stati Uniti, dove sbarcò il 22 giugno, giorno dell'invasione nazista dell'Unione Sovietica.

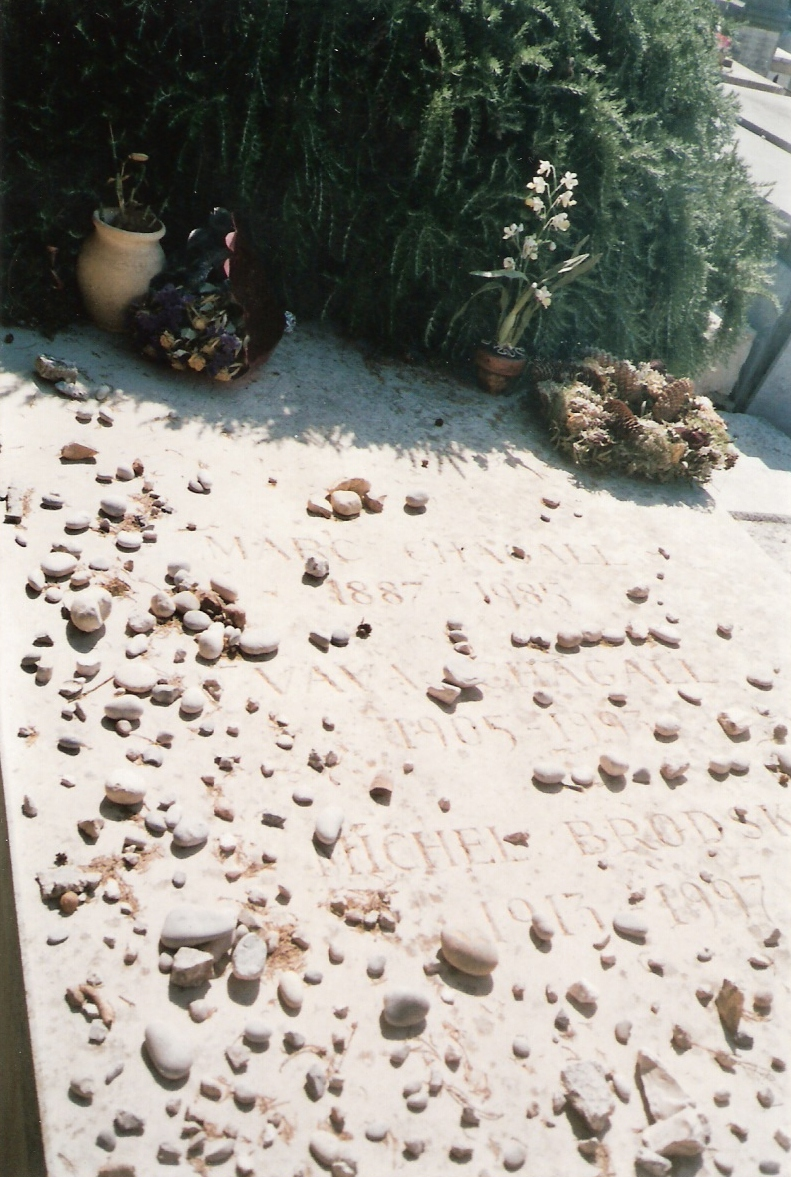
La tomba di Chagall nel cimitero di Saint-Paul-de-Vence

Negli Usa, Chagall frequentò la numerosa comunità artistica fuggita dall'Europa e grazie all'aiuto del gallerista Pierre Matisse (figlio del celebre Henri) espose in numerose mostre collettive e non; nonostante l'intensa attività e i numerosissimi contatti con la cultura americana, però, si rifiuterà sempre di prendere la cittadinanza statunitense e di imparare l'inglese, continuando ad esprimersi in francese e in yiddish. Il 2 settembre 1944 l'amatissima Bella, soggetto frequente nei suoi dipinti e compagna di vita, morì per un'infezione virale mal curata. La sua morte fu un durissimo colpo per l'artista, che per quasi un anno non riuscì più a dipingere; uscirà dalla depressione solo grazie alla figlia Ida che, oltre a spronarlo a lavorare e fargli tornare l'amore per la vita, nel 1945 gli presentò la trentenne canadese Virginia Haggard McNeil, già separata da un pittore da cui aveva avuto una figlia e con la quale Chagall cominciò una relazione che durerà sette anni e che porterà alla nascita del figlio David il 22 giugno 1946. Durante questi duri anni di esilio negli USA, Chagall lavorò a numerose opere, ottenendo commissioni per lavori teatrali che si concretizzarono in imponenti e vivaci scenografie, come quelle per Aleko (settembre 1942, ispirato ad un poema di Puškin) o per L'uccello di fuoco del 1949 al Metropolitan Opera House delle cui scenografie e costumi ideati da Chagall e dalla figlia Ida il compositore Stravinskij ammirò soprattutto la pittura delle scene, "di uno sfoggio fiammeggiante", rimase meno contento dei costumi. Oltre a questi grandi lavori, l'artista realizzò anche le illustrazioni per le Notti arabe (ispirate alle Mille e una notte), riprendendo per l'editore newyorkese Wolff un'opera già richiestagli anni prima da Vollard; inoltre, collaborò con la rivista "Derrière le miroir", edita da Aimé Maeght, che diverrà, da quel momento, il suo principale mercante per l'Europa.
Finita la guerra e passata la tempesta dell'Olocausto (che la sua anima sensibile non gli aveva permesso di dipingere direttamente, ma di evocare attraverso opere allegoriche), nel 1948 Chagall fa ritorno in Europa e, dopo un breve soggiorno a Parigi, nel 1949 si stabilisce ad Orgeval. Nel 1947 la Francia gli aveva reso omaggio con un'importante personale al Musée d'Art Moderne de la Ville de Paris e l'anno successivo la Biennale di Venezia gli conferirà il Gran Premio per l'incisione. Un'altra importante antologica si tiene nel 1954 alla Galleria Maeght. In questi anni intensi, dopo l'austerità della guerra, riscopre colori liberi e brillanti: le sue opere sono ora dedicate all'amore e alla gioia di vivere, con figure morbide e sinuose. Agli inizi degli anni'50 l'editore Teriade gli pubblica tutte le opere commissionate da Vollard e rimaste fino ad allora inedite. Su consiglio dello stesso editore, Chagall acquista la tenuta Les Collines alle porte di Vence, in Provenza, dove si stabilisce definitivamente. Nello stesso periodo, la figlia Ida sposa il museologo svizzero Franz Meyer, mentre va rapidamente affievolendosi la relazione dell'artista con Virginia Haggard.

Noè e l'arcobaleno, 1966

Stabilitosi nel sud, Chagall comincia a cimentarsi anche con la scultura, la ceramica e il vetro: prima ad Antibes, infine a Vallauris presso l'atelier Madoura gestito dai coniugi Ramié (dove incontra più volte Picasso, che vi lavora alacremente, e qualche volta anche Matisse), Chagall lavorerà a più riprese producendo vasi, sculture e bassorilievi con le forme dei temi a lui più cari: figure sacre e bibliche, immagini femminili, strani animali... Nel 1951, inoltre, Chagall conosce Valentina (detta "Vavà") Brodsky con cui, dopo un breve e travolgente idillio, si risposa nel 1952 a Clairefontaine, presso Rambouillet: anch'ella di origine russa ed ebrea, sarà la sua nuova musa ispiratrice, affiancando il ricordo di Bella nelle tele dell'artista che, con lei, scopre ben presto la Grecia e l'Arte Classica. Intorno alla fine degli anni '50 Chagall comincia a produrre arazzi e soprattutto vetrate: le prime sono quelle del battistero per la chiesa di Notre-Dame-de-Toute-Grace ad Assy, poi quelle per la cattedrale di Metz. Nel 1957 si reca nuovamente in Israele, dove nel 1960 crea una vetrata per la sinagoga dell'ospedale Hadassah Ein Kerem. Altre stupende vetrate sono realizzate, tra il 1958 e il 1968, per la cattedrale di Reims, e nel 1964 l'artista ne dona una all'ONU con tema pacifista, in memoria di Dag Hammarskjöld. Nuove opere su vetro vedono la luce per la Cappella dei Cordiglieri a Sarrebourg (1975), per la chiesa di S. Stefano a Magonza (1978) ed infine per la Chapelle du Saillant a Voutezac, nel Corrèze, nel 1982. Nel 1963 aveva ottenuto dal ministro Malraux la commissione per decorare il soffitto dell'Opéra di Parigi, che ornò con figure allegoriche di opere celebri; ritornerà poi ad allestimenti teatrali, con la messa in scena del Flauto magico nel 1965; poi nel 1966 progetta un affresco per il nuovo parlamento israeliano, mentre per l'università Knesseth realizza una serie di arazzi, tutti a sfondo biblico, con l'aiuto della celebre Manifattura dei Gobelins. Nello stesso anno per l'editore Amiel pubblica L'Esodo, una serie di 24 litografie a colori, ed intensifica l'attività grafica. 
Durante la guerra dei sei giorni l'ospedale Hadassah Ein Kerem viene bombardato e le vetrate di Chagall rischiano di essere distrutte: solo una viene danneggiata, mentre le altre vengono messe in salvo. In seguito a questo episodio, Chagall scrive una lettera in cui afferma di essere preoccupato non per i suoi lavori, bensì per la salvezza di Israele, vista la sua origine ebraica. Nel 1972 esegue, per il comune di Chicago, un mosaico dedicato alle Quattro stagioni. Dopo tanti anni, invitato dal governo sovietico, nel 1973 torna anche in Russia, dove sarà accolto trionfalmente a Mosca e a Leningrado: qui ritrova, dopo cinquant'anni, una delle sorelle, ma si rifiuta di tornare nella natia Vicebsk. Nello stesso anno -e nel giorno del suo compleanno- s'inaugura, a Cimiez vicino a Nizza, il Museo nazionale messaggio biblico di Marc Chagall che riunisce le sue opere sulla Bibbia: si tratta di diciassette dipinti dedicati alla Genesi, all'Esodo e al Cantico dei Cantici e degli schizzi relativi agli stessi dipinti, donati allo Stato francese da Chagall e Vavà tra il 1966 e il 1972. Viaggia poi in Italia: nel 1976 un suo Autoritratto entra nella collezione degli Uffizi, e due anni dopo Palazzo Pitti gli dedica una mostra. Nel 1977 il Presidente Valéry Giscard d'Estaing lo nomina Cavaliere di Gran Croce della Legion d'onore, e una nuova imponente mostra personale s'inaugura al Louvre nell'ottobre del 1977.
Nello stesso anno, l'editore Maeght pubblica Et sur la Terre... di Malraux con le illustrazioni dell'artista. Le ultime esposizioni sono nel 1984 al Pompidou, al Museo di Nizza, ed infine l'imponente retrospettiva alla Fondazione Maeght tra luglio ed ottobre del 1984. Dopo una vita lunga e ricca di soddisfazioni artistiche e personali, Chagall muore a 97 anni a Saint-Paul-de-Vence, dove risiedeva, il 28 marzo 1985. Viene sepolto nel piccolo cimitero locale, dove nel 1993 lo raggiungerà Vavà.

## Stile
Chagall nei suoi lavori si ispirava alla vita popolare della Russia europea e ritrasse numerosi episodi biblici che rispecchiano la sua cultura ebraica. Negli anni sessanta e settanta, si occupò di progetti su larga scala che coinvolgevano aree pubbliche e importanti edifici religiosi e civili. Le opere di Chagall si inseriscono in diverse categorie dell'arte contemporanea: prese parte ai movimenti parigini che precedettero la prima guerra mondiale e venne coinvolto nelle avanguardie. Tuttavia, rimase sempre ai margini di questi movimenti, compresi il cubismo e il fauvismo. Fu molto vicino alla Scuola di Parigi e ai suoi esponenti, come Amedeo Modigliani.

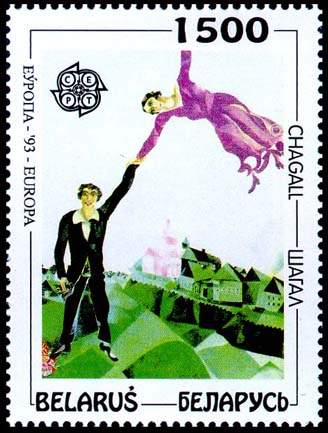
La passeggiata (1917), in un francobollo della Bielorussia (1993)

I suoi dipinti sono ricchi di riferimenti alla sua infanzia, anche se spesso preferì tralasciare i periodi più difficili. Riuscì a comunicare felicità e ottimismo tramite la scelta di colori vivaci e brillanti. Il mondo di Chagall era colorato, come se fosse visto attraverso la vetrata di una chiesa. Marc Chagall si è occupato anche di Mail art.
Durante il suo primo soggiorno a Parigi rimane colpito dalle ricerche sul colore dei Fauves e da quelle di Robert Delaunay (definito il meno cubista dei cubisti). Il suo mondo poetico si nutre di una fantasia che richiama all'ingenuità infantile e alla fiaba, sempre profondamente radicata nella tradizione russa; le esperienze e il mondo della sua infanzia rimasero sempre incisivamente presenti in lui, radicandosi a tal punto che le rielaborò più e più volte nella sua mente trasfondendole quindi nella sua pittura. La semplicità delle forme di Marc lo collega al primitivismo della pittura russa del primo Novecento e lo affianca alle esperienze di Natal'ja Sergeevna Gončarova e di Michail Fedorovič Larionov, per cui lo si può considerare un neo-primitivista. Con il tempo il colore di Chagall supera i contorni dei corpi espandendosi sulla tela. In tal modo i dipinti si compongono di macchie o fasce di colore, sul genere di altri artisti degli anni Cinquanta appartenenti alla corrente del Tachisme (da tache, macchia). Il colore diventa così elemento libero e indipendente dalla forma.

## Chagall e la Bibbia
Chagall fu affascinato sin dagli anni giovanili dalla Bibbia, da lui considerata come la più importante fonte di poesia e di arte, ma è solo a partire dagli anni '30 che se ne interessò profondamente e iniziò a studiarla con dedizione. L'occasione per farne un lavoro giunse nel 1930, quando l'editore e mercante d'arte francese Ambroise Vollard, per il quale aveva già illustrato Le anime morte di Gogol' e Le Favole di La Fontaine, gli commissionò una serie di tavole dedicate al tema biblico. Chagall vi si dedicò con entusiasmo per tutto il decennio, tanto da intraprendere appositamente un viaggio sui luoghi delle vicende narrate dai Testi Sacri, tra Egitto, Siria e Palestina: da questo momento in poi, la Bibbia occuperà l'intera produzione artistica dell'autore, che ne fornirà un'interpretazione pur mediata dall'influenza delle avanguardie francesi.
A partire dal 17 settembre 2014, e fino al primo febbraio 2015, il Museo diocesano di Milano dedica all'artista un'esposizione, concepita come una vera e propria sezione della retrospettiva esposta a Palazzo Reale, intitolata “Chagall e la Bibbia”. Fulcro della mostra sono le 22 gouaches preparatorie, inedite fino al settembre 2014, quando sono state pubblicate dall'editore Jaca Book all'interno del volume Chagall. Viaggio nella Bibbia.

## Opere

### 1910-1919
- Le nozze (1910), Centre Pompidou, Parigi.
- La modella (1910), Collezione privata
- La nascita (1911), Collezione privata
- Natura morta (1911), Tochigi Prefectural Museum of fine Arts, Utsunomiya, Giappone
- Il violinista (1911), Kunstsammlung Nordrhein-Westfalen, Düsseldorf.
- Il villaggio russo dalla luna (1911), Collezione privata
- Io e il villaggio (1911), The Museum of Modern Art, New York.
- Pioggia (1911), Peggy Guggenheim Collection di Venezia
- Otello e Desdemona (1911)[11][12].
- Cucchiaiata di latte (1912)
- Il violinista (1912-1913), Stedelijk Museum, Amsterdam
- Autoritratto con sette dita (1912-1913), Stedelijk Museum, Amsterdam
- Parigi dalla finestra (1913)
- La donna incinta (1913), Stedelijk Museum, Amsterdam
- L'acrobata (1914), Albright-Knox Art Gallery, Buffalo
- Farmacia a Vicebsk (1914), Collezione privata
- David di profilo (1914), Ateneum di Helsinki
- Sopra Vicebsk (1914), Art Gallery of Ontario, Toronto
- Gli innamorati in verde (1914-1915), Collezione privata
- L'Ebreo in rosa (1915), Museo di Stato Russo, San Pietroburgo
- Il poeta sdraiato (1915), galleria Tate Modern, Londra
- Lo specchio (1915), Museo di Stato Russo, San Pietroburgo
- Compleanno (1915), The Museum of Modern Art, New York.
- Bella e Ida alla finestra (1916), Collezione privata
- Bella con il colletto bianco (1917)
- Dietro la casa (1917)
- Le porte del cimitero (1917)
- La passeggiata (1917-1918)
- Sopra la città (1918)
- Il violinista celeste (1919), Museo Municipal de Tossa de Mar

### 1920-1929
- La casa blu (1917-1920)
- Il mercante di bestiame (1922-1923)
- Il violinista verde (1923)
- Il guanto nero (1923-1948)
- L'occhio verde (1926-1944)
- La sposa dai due volti (1927)
- Nudo sotto il tavolo (1928)
- Les Amoureux (1928)
- Natura morta alla finestra (1929)
- Il gallo (1928)
- Villaggio russo (1929)

### 1930-1939
- Dieu crée l'homme (1930)
- Gerusalemme (1931)
- La fidanzata dal volto blu (1932-1960)
- Nudo sopra Vicebsk (1933)
- Solitudine (1933)
- La sinagoga di Vilna (1935)
- Resistenza (1937-1948)
- Resurrezione (1937-1948)
- Liberazione (1937-1952)
- Crocifissione bianca (1938)

### 1940-1949
- Al crepuscolo (1938-1943)
- Le tre candele (1940)
- Sogno di una notte d'estate (1939)
- La guerra (1943)
- Il giocoliere (1943)
- Crocifissione in giallo (1943)
- Il matrimonio (1944)
- Le luci del matrimonio (1945)
- Notturno (1947)

### 1950-1959
- Les amants au ciel rouge (1950)
- La Mariée (1950)
- Mosè riceve le tavole della legge (1950-1952)
- Re Davide (1951)
- La notte verde (1952)
- Esodo (1952-1966)
- La Bastiglia (1953)
- Parigi tra le due rive (1953-1956)
- Il passaggio del Mar Rosso (1955)

### 1960-1969
- Les amoureux sur fond jaune (1960)
- Autoritratto (1959-1960)
- Il carnevale notturno  (1963)
- Circo su fondo nero (1967)
- Il profeta Geremia  (1968)
- Les paques (1968)

### 1970-1979
- Giobbe (1975)
- La caduta di Icaro (1975)
- La famiglia (1975-1976)
- Il Grande Circo (1970) (Albertina - Vienna)
- Donna che dorme con i fiori (1972) (Albertina - Vienna)

### 1980-1985
- Il pittore e la sua fidanzata (1980)
- Nove vetrate decorate della chiesa di Santo Stefano a Magonza

## Documentari
- documentario Chagall di Robert Hessens (1953)
- documentario Marc Chagall di Joris Ivens e David Perlov (1962)
- documentario Chagall di Lauro Venturi (1964)
- documentario Chagall di António Campos (1967)
- documentario The Gift: Four Seasons Mosaic of Marc Chagall di Chuck Olin (1974)
- documentario Homage to Chagall: The Colours of Love di Harry Rasky (1977)
- documentario Chagall di Kim Evans (1985)
- documentario Otan o Chagall kostize ligotero apo ena kilo patates di Yiorgos Papakonstantinou e Giorgos C. Zervas (1996)
- cortometraggio Vityebszk felett - Chagall álmai di Diana Groó (2001)
- documentario Chagall, à la Russie aux ânes et aux autres di François Levy-Kuentz (2004)